# Forschungsreaktor Phébus
Phébus ist ein relativ kleiner Forschungsreaktor im französischen Kernforschungszentrum Cadarache, mit dem in den 1990er und 2000er Jahren internationale Experimente zu Kernschmelz-Vorgängen in Kernkraftwerken durchgeführt wurden.
Es sind bislang fünf Experimente realisiert worden, die derzeit als abschließend für das Projekt gelten. Alle Experimente wurden mit einem realen, maßstäblich verkleinerten Uran-Reaktorkern durchgeführt, mit dem Unfall-Erkenntnisse für die real existierenden Reaktorkerne von vor allem Druckwasserreaktoren gewonnen wurden. Der Phébus-Kern wurde dabei jeweils künstlich zum Schmelzen gebracht.
Eine wichtige neue Erkenntnis aus den Experimenten ist zum Beispiel, dass der Verlust der so genannten Kerngeometrie, also der Übergang der Kernform in eine teilweise Schmelzemasse, bereits bei wesentlich tieferen Schmelztemperaturen eintritt als bisher angenommen. Ferner wurde festgestellt, dass das als sehr volatil geltende Radionuklid 131Jod bei längerer Aufenthaltsdauer in einem noch dichten Sicherheitsbehälter (Containment) sich zwar mit verschiedenen Strukturmaterialien wie Farbanstrichen, oder dann dem ebenfalls relativ volatilen Radionuklid 137Cäsium, im Wasser auf dem Containment-Boden zu Molekülen bindet, die weniger flüchtig sind und von daher dazu neigen, nicht durch ein allfälliges Leck in die Umgebung freigesetzt zu werden. Das wurde bereits bei der Begehung des Containments einige Jahre nach dem Unfall von Three Mile Island festgestellt. Phébus hat aber jetzt gezeigt, dass vor allem aufgrund der verstrichenen Zeit bis zur Begehung der Three-Mile-Island-Reaktorruine die Feststellungen dort zu optimistisch waren: Ein erheblicher Teil des ins Containment freigesetzten 131Jods wird bei einem Reaktorunfall über die kurze Zeit bis zu seinem Zerfall (Halbwertszeit 8 Tage) nicht gebunden, bleibt also flüchtig und entweicht durch ein allfälliges Containment-Leck in die Umgebung.